# Pływanie na Letnich Igrzyskach Olimpijskich 1968 – 4 × 200 m stylem dowolnym mężczyzn
Sztafeta 4 × 200 m stylem dowolnym mężczyzn – jedna z konkurencji pływackich rozgrywanych podczas XIX Igrzysk Olimpijskich w Meksyku. Eliminacje i finał odbyły się 21 października 1968 roku.
Mistrzami olimpijskimi zostali Amerykanie. Sztafeta w składzie: John Nelson (1:58,6), Stephen Rerych (1:58,6), Gary Ilman (2:00,5), Don Schollander (1:54,6) uzyskała czas 7:52,3. Srebrny medal wywalczyli Australijczycy (7:53,7). Brąz, z czasem 8:01,6, zdobyli reprezentanci ZSRR.

## Rekordy
Przed zawodami rekord świata i rekord olimpijski wyglądały następująco:
| Rekord            | Reprezentacja | Czas   | Miejsce | Data                 |       |
| ----------------- | --- | ------ | ------- | -------------------- | ----- |
| Rekord świata     | Stany Zjednoczone · Stephen Clark (2:00,0) · Roy Saari (1:58,1) · Gary Ilman (1:58,4) · Don Schollander (1:55,6) | 7:52,1 | Tokio   | 18 października 1964 | [ 1 ] |
| Rekord olimpijski | Stany Zjednoczone · Stephen Clark (2:00,0) · Roy Saari (1:58,1) · Gary Ilman (1:58,4) · Don Schollander (1:55,6) | 7:52,1 | Tokio   | 18 października 1964 | [ 1 ] |

## Wyniki

### Eliminacje
| Miejsce | Wyścig | Państwo           | Zawodnicy                                                                                                | Czas   | Uwagi |
| ------- | ------ | ----------------- | --- | ------ | ----- |
| 1.      | 1      | Australia         | Greg Rogers (2:00,7) Graham White (2:01,2) Bob Windle (2:03,5) Michael Wenden (1:59,4)                   | 8:04,8 | Q     |
| 2.      | 2      | Stany Zjednoczone | William Johnson (2:00,2) David Johnson (2:02,9) Andy Strenk (2:01,4) Michael Wall (2:00,6)               | 8:05,1 | Q     |
| 3.      | 2      | Francja           | Michel Rousseau (2:01,0) Gérard Letast (2:02,9) Francis Luyce (2:03,4) Alain Mosconi (1:59,0)            | 8:06,3 | Q     |
| 4.      | 2      | RFN               | Hans Fassnacht (2:00,9) Wolfgang Kremer (2:01,5) Folkert Meeuw (2:04,1) Olaf von Schilling (2:00,6)      | 8:07,1 | Q     |
| 5.      | 3      | ZSRR              | Władimir Bure (2:02,8) Siemion Belitz-Geiman (2:02,2) Gieorgij Kulikow (2:01,7) Leonid Iljiczow (2:00,9) | 8:07,6 | Q     |
| 6.      | 1      | Kanada            | George Smith (2:03,6) Ron Jacks (2:04,5) Sandy Gilchrist (2:01,6) Ralph Hutton (2:00,8)                  | 8:10,5 | Q     |
| 7.      | 1      | Szwecja           | Hans Ljungberg (2:02,4) Olle Ferm (2:04,9) Gunnar Larsson (2:02,2) Lester Eriksson (2:01,4)              | 8:10,9 | Q     |
| 8.      | 3      | NRD               | Frank Wiegand (2:02,4) Horst-Günter Gregor (2:02,7) Alfred Müller (2:03,0) Jochen Herbst (2:03,1)        | 8:11,2 | Q     |
| 9.      | 3      | Japonia           | Kunihiro Iwasaki (2:02,2) Teruhiko Kitani (2:03,4) Noboru Waseda (2:04,2) Satoru Nakano (2:04,3)         | 8:14,1 |       |
| 10.     | 1      | Wielka Brytania   | John Thurley (2:03,3) Raymond Terrell (2:04,6) Bob McGregor (2:03,6) Tony Jarvis (2:04,8)                | 8:16,3 |       |
| 11.     | 2      | Holandia          | Dick Langerhorst (2:02,8) Johan Schans (2:04,2) Aad Oudt (2:05,0) Elt Drenth (2:05,0)                    | 8:17,0 |       |
| 12.     | 3      | Hiszpania         | Juan Fortuny (2:06,3) Santiago Esteva (2:05,3) José Chicoy (2:06,1) Juan Martínez (2:05,9)               | 8:23,6 |       |
| 13.     | 1      | Kolumbia          | Tomas Becerra (2:07,0) Federico Sicard (2:10,1) Ricardo González (2:07,9) Julio Arango (2:01,7)          | 8:26,7 |       |
| 14.     | 1      | Portoryko         | José Ferraioli (2:08,2) Michael Goodner (2:12,3) Gary Goodner (2:07,8) Jorge González (2:11,9)           | 8:40,2 |       |
| 15.     | 2      | Filipiny          | Roosevelt Abdulgafur (2:04,1) Tony Asamali (2:05,0) Leroy Goff (2:19,1) Luis Ayesa (2:12,8)              | 8:41,0 |       |
| 16. !   | 3      | Meksyk            | Juan Alanís (2:05,7) Jorge Urreta (2:08,1) Rafaél Cal (2:05,1) Eduardo Alanís (2:05,7)                   | 8:24,6 | DSQ   |

### Finał
| Miejsce | Państwo           | Zawodnicy                                                                                                | Czas   | Uwagi |
| ------- | ----------------- | --- | ------ | ----- |
| 1. !    | Stany Zjednoczone | John Nelson (1:58,6) Stephen Rerych (1:58,6) Gary Ilman (2:00,5) Don Schollander (1:54,6)                | 7:52,3 |       |
| 2. !    | Australia         | Greg Rogers (1:59,8) Graham White (1:59,9) Bob Windle (1:59,7) Michael Wenden (1:54,3)                   | 7:53,7 |       |
| 3. !    | ZSRR              | Władimir Bure (2:02,3) Siemion Belitz-Geiman (2:01,2) Gieorgij Kulikow (2:00,5) Leonid Iljiczow (1:57,6) | 8:01,6 |       |
| 4.      | Kanada            | George Smith (2:01,6) Ron Jacks (2:02,5) Sandy Gilchrist (2:01,5) Ralph Hutton (1:57,6)                  | 8:03,2 |       |
| 5.      | Francja           | Michel Rousseau (1:59,5) Gérard Letast (2:02,8) Francis Luyce (2:03,6) Alain Mosconi (1:57,8)            | 8:03,7 |       |
| 6.      | RFN               | Hans Fassnacht (2:00,5) Olaf von Schilling (2:01,3) Folkert Meeuw (2:01,9) Wolfgang Kremer (2:00,6)      | 8:04,3 |       |
| 7.      | NRD               | Frank Wiegand (1:58,4) Horst-Günter Gregor (2:02,6) Alfred Müller (2:01,3) Jochen Herbst (2:03,7)        | 8:06,0 |       |
| 8.      | Szwecja           | Hans Ljungberg (2:01,9) Gunnar Larsson (2:01,4) Olle Ferm (2:04,7) Lester Eriksson (2:04,1)              | 8:12,1 |       |